# عبارة حامد (قرية)
عبارة حامد هي إحدى القرى المحتلة والمدمرة التابعة لمركز البطيحة التابع لمحافظة القنيطرة في هضبة الجولان بجنوب غرب سوريا.
عبّارة حامد (عمرة الهرشة) : 
قرية تتبع البطيحة منطقة فيق، محافظة القنيطرة. (200 ن عام 1967 - 195 م). تقع في سهل البطيحة، في أرض لحقية خصبة، تحددها تفرعات مصب وادي المراوي شمال شرق بحيرة طبرية (5.1 كم)، وهي إلى الجنوب الشرقي من مركز الناحية بـ (1 كم). تنتشر فيها زراعة الموز والحمضيات والزيتون، والخضار المبكرة رياً، وتربى فيها الأبقار والأغنام. تشرب من مياه الينابيع.